# Lycopus virginicus
Lycopus virginicus är en kransblommig växtart som beskrevs av Carl von Linné. Lycopus virginicus ingår i släktet strandklor, och familjen kransblommiga växter. Inga underarter finns listade i Catalogue of Life.

## Bildgalleri

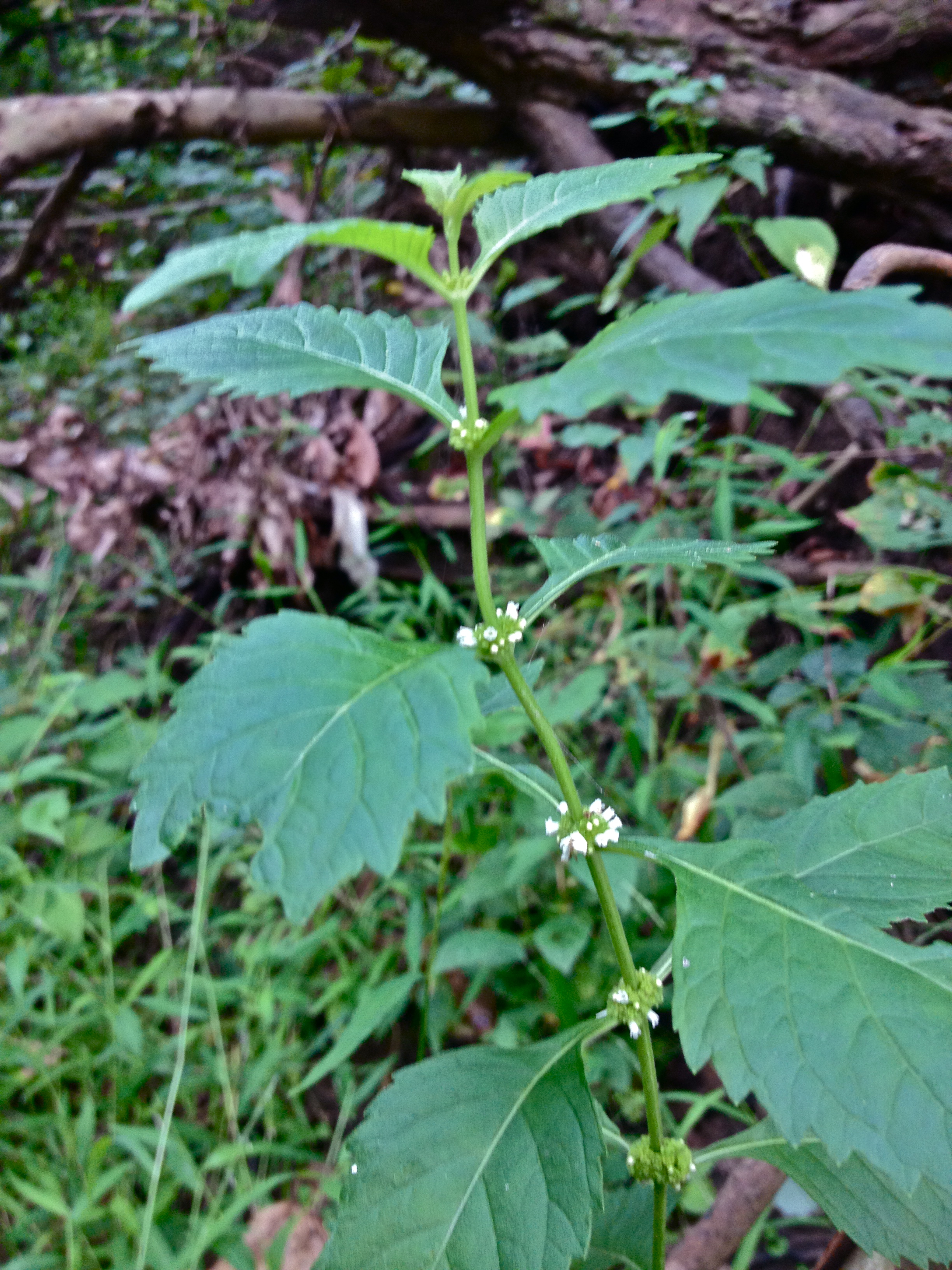
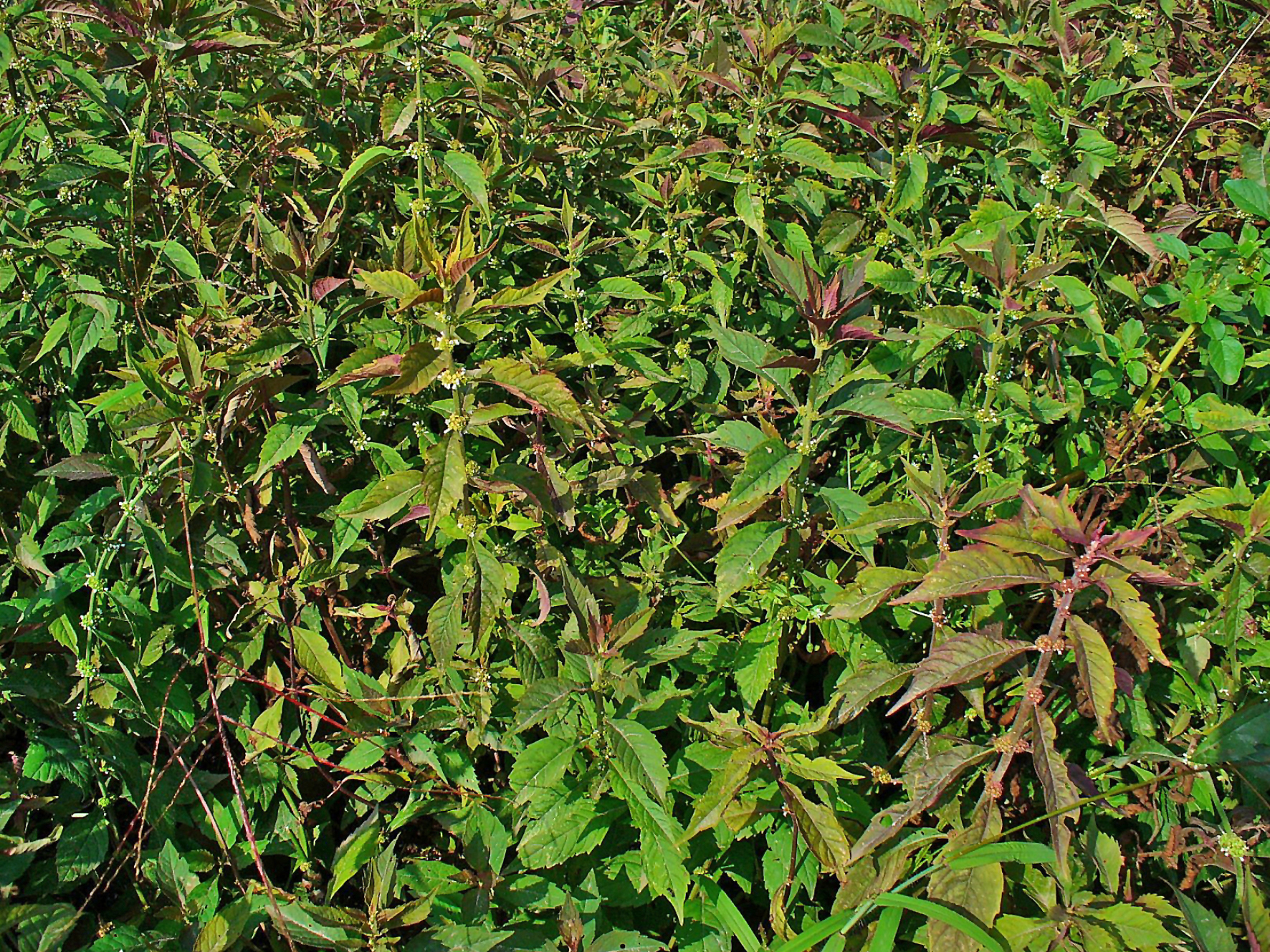